# 振安街街道
振安街街道，是中华人民共和国新疆维吾尔自治区乌鲁木齐市水磨沟区下辖的一个街道办事处。
2015年，乌鲁木齐市人民政府批复同意设立振安街街道办事处。

## 行政区划
振安街街道下辖以下地区：
春祥社区、振安街南社区、振安街北社区、七道湾东街北社区、鸿园南路东社区、翼翔社区、山润社区和青润社区。